# Марковский поселковый совет
Марковский поселковый совет (укр. Марківська селищна рада) — административно-территориальная единица Марковского района Луганской области Украины.
Административный центр поселкового совета находится в пгт Марковка.

## Населённые пункты совета
- пгт Марковка
- с. Деркулово

## Адрес поссовета
92400, Луганская обл., Марковский р-н, пгт Марковка, ул. Центральная, д. 18.